# Набережная (Московская область)
Набережная — деревня в Щёлковском районе Московской области России, входит в состав городского поселения Щёлково. Население — 314 чел. (2010).

## География
Деревня Набережная расположена на северо-востоке Московской области, в юго-западной части Щёлковского района, примерно в 15 км к северо-востоку от Московской кольцевой автодороги и 6 км к северо-западу от одноимённой железнодорожной станции города Щёлково, по левому берегу реки Клязьмы, ниже устья Учи.
В 4 км юго-восточнее деревни проходит Фряновское шоссе Р110, в 6 км к северо-западу — Ярославское шоссе М8, в 15 км к северу — Московское малое кольцо А107, в 1,5 км к северу — пути Ярославского направления Московской железной дороги (ответвление Болшево — Фрязино). Ближайший сельский населённый пункт — деревня Байбаки.
В деревне пять улиц — Браварская, Совхозная, Спартаковская, Урожайная и Чкалова, приписано четыре садоводческих товарищества (СНТ).
Связана автобусным сообщением с городами Пушкино и Щёлково.

## Население
| 1852 | 1859 | 1869 | 1926 | 2002 | 2006 | 2010 |
| ---- | ---- | ---- | ---- | ---- | ---- | ---- |
| 339  | ↗365 | ↗438 | ↗734 | ↘387 | ↘357 | ↘314 |

## История
В середине XIX века относилась ко 2-му стану Богородского уезда Московской губернии и принадлежала коллежскому асессору Петру Маркеловичу Мещанинову. В деревне было 46 дворов, крестьян 172 души мужского пола и 167 душ женского.
В «Списке населённых мест» 1862 года — владельческая деревня 2-го стана Богородского уезда Московской губернии по левую сторону Хомутовского тракта (от Москвы по границе с Дмитровским уездом), в 29 верстах от уездного города и 8 верстах от становой квартиры, при реке Клязьме, с 40 дворами и 365 жителями (185 мужчин, 180 женщин).
По данным на 1869 год — деревня Гребневской волости 3-го стана Богородского уезда с 62 дворами, 69 деревянными домами, хлебным запасным магазином, питейным домом и 438 жителями (201 мужчина, 237 женщин), из которых 68 грамотных. Количество земли составляло 543 десятины, в том числе 272 десятины пахотной. Имелось 50 лошадей, 45 единиц рогатого и 17 единиц мелкого скота.
В 1913 году — 96 дворов.
По материалам Всесоюзной переписи населения 1926 года — центр Набережновского сельсовета Щёлковской волости Московского уезда в 3 км от Стромынского шоссе и 5 км от станции Щёлково Северной железной дороги, проживало 734 жителя (347 мужчин, 387 женщин), насчитывалось 140 хозяйств (132 крестьянских).
С 1929 года — населённый пункт Московской области в составе:
- Набережновского сельсовета Щёлковского района (1929—1939)[16],
- Потаповского сельсовета Щёлковского района (1939—1954)[17],
- Мальцевского сельсовета Щёлковского района (1954—1959, 1960—1963, 1965—1994)[17][18][19],
- Мальцевского сельсовета Балашихинского района (1959—1960)[17][20],
- Мальцевского сельсовета Мытищинского укрупнённого сельского района (1963—1965)[21],
- Мальцевского сельского округа Щёлковского района (1994—2006)[19],
- городского поселения Щёлково Щёлковского муниципального района (2006 — н. в.)[22][23].

Решением Московского областного исполнительного комитета от 19 апреля 1978 года № 482 планировалось включение деревни Набережная в черту города Щёлково.